# Ван Доорн, Арнуд
Арнуд ван Доорн (нидерл. Arnoud van Doorn; 18 марта 1966) — нидерландский политик. Он был членом ультраправой Партии свободы, до того, как принял ислам.

## Биография
В 2006 году Ван Доорн был членом фракции «Список Пима Фортайна» под руководством члена совета Виллема ван дер Вельдена. Когда «Партия за Нидерланды», основанная бывшим политиком «Списка Пима Фортайна» Хильбрандом Навейном, участвовала в выборах во Вторую палату парламента в 2006 году, Ван Дорн имел право баллотироваться на 9-м месте от этой партии, которая в конечном итоге не получила места.
В 2010 году Ван Доорн был избран в городской совет Гааги от Партия свободы вместе с семью другими членами, а также стал заместителем лидера парламентской группы этой крупнейшей оппозиционной партии. Он также был в избирательном списке по национальной политике. Однако в декабре 2011 года партия разорвала с Ван Дорном договор, после предполагаемых ошибок в управлении бюджетом фракции. После этого он продолжил работу в партии под названием «Независимая Гаага», первоначально вместе с бывшим членом Партии свободы Марьолейн ван де Ваал. В 2013 году Ван Доорн принял ислам. Обращение последовало за самостоятельным изучением ислама в результате того, что он часто сталкивался с исламом как политик Партии свободы. 27 февраля 2013 года он опубликовал в Twitter шахаду (исламскую декларацию веры), чтобы внести ясность после посещения мечети. Вскоре после этого он совершил хадж в Саудовскую Аравию и посетил мечеть Пророка. Он сказал, что ошеломляющая реакция мусульман по всему миру на фильм «Фитна» заставила его заинтересоваться и узнать больше; все это привело к его решению принять ислам. Он заявил: «Сейчас я все еще испытываю сожаление из-за того, что распространил фильм. Я обязан исправить ошибки, которые я совершил в прошлом». Позднее в том же году он вступил в Партию исламского единства советника Абдо Хулани. В 2014 году его сын Искандер также принял ислам.
22 января 2013 года Ван Дорн был арестован по обвинению в передаче конфиденциальных документов журналисту Algemeen Dagblad. Арест стал результатом другого уголовного расследования по факту продажи марихуаны несовершеннолетним, в ходе которого его телефон прослушивался. В 2014 году Ван Дорн был приговорен к общественным работам за продажу каннабиса. На муниципальных выборах 2014 года его партия получила одно место. С 2018 года Ван Доорн является муниципальным советником, возглавив список на муниципальных выборах того года.
В 2018 году политик Партии свободы Вилли Дилл обвинила Ван Дорна в причастности к её предполагаемому изнасилованию. Дилл была убеждена, что Ван Доорн её ненавидит. Она покончила с собой 8 августа 2018 года. Прокуратура не увидела оснований для судебного расследования. 16 октября 2018 года в интервью «Café Weltschmerz» Ван Доорн не исключил версию изнасилования. Он также указал, что, если бы он сделал такой призыв, могли бы найтись «мальчики», готовые изнасиловать Дилле, однако он посчитал свое влияние в исламской общине ограниченным и также отрицал, что делал такой призыв. Заявления Ван Дорна вызвали гнев среди политиков Партии свободы Карен Гербрандс и Хенка Бреса, последний призвал возобновить расследование.
31 марта 2019 года лицей Корнелиуса Хаги опубликовал пресс-релиз, в котором сообщалось, что Ван Доорн станет временным директором. Это привело к появлению новостных сообщений в различных средствах массовой информации. Позже выяснилось, что это была первоапрельская шутка. В 2021 году Ван Дорн был главным кандидатом от Партии исламского единства на выборах в Палату представителей того года. Это был первый раз, когда партия приняла участие. Партия не получила ни одного места. После этого Ван Доорн объявил, что после муниципальных выборов 2022 года уйдет из политики и эмигрирует в Марокко. 
26 сентября 2021 года Королевской и дипломатической службой безопасности (DKDB) он был арестован на улице за подозрительное поведение. Например, он посетил супермаркет и спортзал, а также выпил напиток на террасе; Все эти места в тот день посетил также уходящий премьер-министр Марк Рютте. Впоследствии Ван Доорн был арестован в связи с возможной подготовкой покушения на Рютте. Ван Дорна выслали через день. 29 сентября 2021 года дело было прекращено прокуратурой. Его адвокат утверждал, что Ван Доорн направлялся навестить свою мать и что его арестовали на основании «интуиции».